# Antonio Chimenti
Antonio Chimenti (Bari, 30 giugno 1970) è un allenatore di calcio ed ex calciatore italiano, di ruolo portiere.

## Biografia
Nato e cresciuto nel quartiere Japigia, figlio di Francesco Chimenti, attaccante degli anni settanta e ottanta nelle file della Sambenedettese e nipote di Vito Chimenti, attaccante degli anni settanta e ottanta con le maglie di Palermo e Pistoiese.
È soprannominato Zucchina, soprannome affibbiatogli da Francesco Totti negli anni di permanenza alla Roma.

## Carriera

### Giocatore

#### Inizi
Cresciuto nella Sambenedettese, nel 1988-1989 fa parte della rosa che prende parte al campionato di Serie B. Dopo altre due stagioni trascorse nel club sambenedettese, in Serie C1 e poi in C2, passa al Tempio, in C2. Successivamente si trasferisce al Monza, in Serie B. Nella stagione 1993-1994 fa ritorno alla Sambenedettese, per poi vestire per quattro stagioni consecutive la maglia della Salernitana, con cui vince un campionato di C1 e consolida la sua posizione di titolare per gli altri tre anni nella serie cadetta.

#### Roma
Il 21 settembre 1997 esordisce in Serie A nelle file della Roma, che lo acquista per 3 miliardi di lire, in Roma-Lecce 3-1 a seguito dell'espulsione del portiere Michael Konsel, parando un rigore. La stagione seguente, a causa dell'infortunio patito in nazionale da Konsel in un'amichevole estiva contro la Francia, disputa da titolare l'intero girone di andata. Con la squadra giallorossa colleziona 32 presenze in due anni.

#### Lecce
Nel 1999 passa al Lecce e del club salentino veste la maglia da titolare per tre anni, a grandi livelli. Insieme ai compagni riesce a mantenere il posto in Serie A per le prime due stagioni, conquistando una salvezza sicura. Nella terza stagione però, il Lecce chiude al terz'ultimo posto e retrocede in B.

#### Juventus e Cagliari
Nell'estate 2002 la Juventus lo sceglie come secondo portiere alle spalle di Gianluigi Buffon, al posto del ritirato Michelangelo Rampulla. Importante per lui la partita di Champions League all'Old Trafford contro il Manchester United nei gironi, alla prima stagione con la squadra di Torino.
Nel gennaio 2006 ritrova la maglia da titolare nel Cagliari. Con i sardi gioca anche la stagione successiva, totalizzando 43 presenze in campionato nell'arco di un anno e mezzo. Nella stagione 2006-2007 totalizza 7 partite su 22 da imbattuto, ovvero una partita su tre.

#### Udinese
Il 29 giugno 2007 l'Udinese ne ufficializza l'acquisto e ricopre il ruolo di vice del portiere titolare Samir Handanovič. Durante la sua stagione in Friuli gioca solo 3 gare di campionato.

#### Ritorno alla Juventus
Il 19 luglio 2008, grazie ad un accordo tra Udinese e Juventus, torna, 38enne, a vestire la divisa dei bianconeri di Torino come terzo portiere, dietro Gianluigi Buffon e Manninger. Inizialmente si trasferisce in prestito, dal gennaio 2009 il passaggio diventa definitivo. Il 18 marzo 2010 esordisce in Europa League contro il Fulham dove le sue parate non bastano ad evitare la sconfitta per 4-1 della Juventus.
Il 21 marzo 2010, durante Sampdoria-Juventus, nonostante la prova complessiva positiva, subisce la rete decisiva dell'1-0 a favore dei blucerchiati su tiro dalla distanza di Antonio Cassano, commettendo un errore su un tiro abbastanza centrale. Rientrando negli spogliatoi sfoga la propria rabbia tirando un pugno a un tavolino e si frattura la mano. Al termine della stagione 2009-2010, dopo aver collezionato ulteriori 2 presenze in maglia bianconera, termina la carriera agonistica.

### Allenatore
Nella stagione 2011-2012 allena i portieri degli Allievi nazionali della Juventus. Il 2 luglio 2012 entra a far parte dello staff di Ferrara alla Sampdoria con il ruolo di preparatore dei portieri. All'esonero di Ferrara, il 17 dicembre successivo, viene sollevato dall'incarico insieme al resto dello staff.
Nel 2014, scaduto il suo contratto con la Sampdoria raggiunge l'altro ex compagno Luigi Di Biagio sulla panchina della Nazionale italiana Under-21, affiancando nel ruolo di preparatore dei portieri Francesco Toldo e ricoprendo il medesimo incarico in tutte le nazionali giovanili. Nel 2020 segue Luigi Di Biagio alla SPAL con l’incarico di collaboratore tecnico.
Nell'ottobre 2022 ritorna alla SPAL, col ruolo di preparatore dei portieri nello staff di Daniele De Rossi.

## Statistiche

### Presenze e reti nei club
| Stagione           | Squadra            | Campionato         | Campionato | Campionato | Coppa nazionali | Coppa nazionali | Coppa nazionali | Coppe continentali | Coppe continentali | Coppe continentali | Altre coppe | Altre coppe | Altre coppe | Totale | Totale |
| Stagione           | Squadra            | Comp               | Pres       | Reti       | Comp            | Pres            | Reti            | Comp               | Pres               | Reti               | Comp        | Pres        | Reti        | Pres   | Reti   |
| ------------------ | ------------------ | ------------------ | ---------- | ---------- | --------------- | --------------- | --------------- | ------------------ | ------------------ | ------------------ | ----------- | ----------- | ----------- | ------ | ------ |
| 1993-1994          | Salernitana        | C1                 | 27+3       | -20 + -1   | CI+CI-C         | 0+3             | -2              | -                  | -                  | -                  | -           | -           | -           | 33     | -24    |
| 1994-1995          | Salernitana        | B                  | 37         | -39        | CI              | 0               | 0               | -                  | -                  | -                  | -           | -           | -           | 37     | -39    |
| 1995-1996          | Salernitana        | B                  | 36         | -29        | CI              | 0               | 0               | -                  | -                  | -                  | -           | -           | -           | 36     | -29    |
| 1996-1997          | Salernitana        | B                  | 37         | -42        | CI              | 0               | 0               | -                  | -                  | -                  | -           | -           | -           | 37     | -42    |
| Totale Salernitana | Totale Salernitana | Totale Salernitana | 137+3      | -130 + -1  |                 | 3               | -2              |                    | -                  | -                  |             | -           | -           | 140    | -133   |
| 1997-1998          | Roma               | A                  | 8          | -4         | CI              | 1               | -3              | -                  | -                  | -                  | -           | -           | -           | 9      | -7     |
| 1998-1999          | Roma               | A                  | 23         | -32        | CI              | 4               | -6              | CU                 | 8                  | -7                 | -           | -           | -           | 35     | -45    |
| Totale Roma        | Totale Roma        | Totale Roma        | 32         | -36        |                 | 5               | -9              |                    | 8                  | -7                 |             | -           | -           | 45     | -52    |
| 1999-2000          | Lecce              | A                  | 33         | -44        | CI              | 4               | -2              | -                  | -                  | -                  | -           | -           | -           | 37     | -46    |
| 2000-2001          | Lecce              | A                  | 34         | -54        | CI              | 2               | -4              | -                  | -                  | -                  | -           | -           | -           | 36     | -58    |
| 2001-2002          | Lecce              | A                  | 31         | -49        | CI              | 0               | 0               | -                  | -                  | -                  | -           | -           | -           | 31     | -49    |
| Totale Lecce       | Totale Lecce       | Totale Lecce       | 98         | -147       |                 | 6               | -6              |                    | -                  | -                  |             | -           | -           | 104    | -153   |
| 2002-2003          | Juventus           | A                  | 4          | -6         | CI              | 4               | -5              | UCL                | 2                  | -3                 | SI          | 0           | 0           | 10     | -14    |
| 2003-2004          | Juventus           | A                  | 2          | -1         | CI              | 8               | -11             | UCL                | 2                  | -2                 | SI          | 0           | 0           | 12     | -14    |
| 2004-2005          | Juventus           | A                  | 2          | -4         | CI              | 2               | -5              | UCL                | 1                  | -1                 | -           | -           | -           | 5      | -10    |
| 2005-gen. 2006     | Juventus           | A                  | 3          | -3         | CI              | 0               | 0               | UCL                | 0                  | 0                  | SI          | 1           | -1          | 4      | -4     |
| gen.-giu. 2006     | Cagliari           | A                  | 21         | -26        | CI              | 0               | 0               | -                  | -                  | -                  | -           | -           | -           | 21     | -26    |
| 2006-2007          | Cagliari           | A                  | 22         | -25        | CI              | 3               | -2              | -                  | -                  | -                  | -           | -           | -           | 25     | -27    |
| Totale Cagliari    | Totale Cagliari    | Totale Cagliari    | 43         | -51        |                 | 3               | -2              |                    | -                  | -                  |             | -           | -           | 46     | -53    |
| 2007-2008          | Udinese            | A                  | 3          | -8         | CI              | 4               | -4              | -                  | -                  | -                  | -           | -           | -           | 7      | -12    |
| 2008-2009          | Juventus           | A                  | 0          | 0          | CI              | 0               | 0               | UCL                | 0                  | 0                  | -           | -           | -           | 0      | 0      |
| 2009-2010          | Juventus           | A                  | 2          | -4         | CI              | 0               | 0               | UCL+UEL            | 0+1                | -4                 | -           | -           | -           | 3      | -8     |
| Totale Juventus    | Totale Juventus    | Totale Juventus    | 13         | -18        |                 | 14              | -21             |                    | 6                  | -10                |             | 1           | -1          | 34     | -50    |
| Totale carriera    | Totale carriera    | Totale carriera    | 326+3      | -390 + -1  |                 | 35              | -44             |                    | 14                 | -17                |             | 1           | -1          | 376    | -453   |

## Palmarès

### Club

#### Competizioni nazionali
- Campionato italiano: 1 
Juventus: 2002-2003
- Campionato italiano: 1 (revocato)

Juventus: 2004-2005
- Supercoppa italiana: 2 
Juventus: 2002, 2003